# Marquesat d'Alòs
El Marquesat d'Alòs és un títol nobiliari creat el 1736 pel rei de Nàpols i Sicília, Carles VII (més endavant Carles III d'Espanya), per a don Antoni d'Alòs i de Rius. El seu actual titular és Ignasi Josep d'Alòs i Martí, VI baró de Balsareny.

## Història
El Marquesat d'Alòs fou creat el 1736 pel rei de Nàpols i Sicília Carles VII per a Antoni d'Alòs i de Rius, llavors tinent dels Granaderos Reales. El títol fou expedit el 1747 i es convertí en títol espanyol el 14 de desembre del 1864 per ordre de la reina Isabel II a favor de don Lluís Carles d'Alòs i López de Haro, cavaller de la Reial Mestrança de Cavalleria de València.
El Marquesat d'Alòs és propietari del Castell de Balsareny i fins al segle xx d'una part del terme de Castellcir.

## Marquesos d'Alòs
|                                  | Titular                             | Període                          |
| Creació per Carles III d'Espanya | Creació per Carles III d'Espanya    | Creació per Carles III d'Espanya |
| -------------------------------- | ----------------------------------- | -------------------------------- |
| I                                | Antoni d'Alòs i de Rius             | 1747-1780                        |
| II                               | Josep d'Alòs i Bru                  | 1780-1800                        |
| III                              | Antoni Maria d'Alòs i de Copons     | 1800-1841                        |
| IV                               | Josep Maria d'Alòs i de Mora        | 1841-1844                        |
| V                                | Lluís Carles d'Alòs i López de Haro | 1844-1867                        |
| VI                               | Josep Joaquim d'Alòs i de Martí     | 1867-1901                        |
| VII                              | Lluís Enric d'Alòs i Mateu          | 1901-1956                        |
| VIII                             | Lluís Ignasi d'Alòs i Huelin        | 1956-1981                        |
| IX                               | Ignasi Maria d'Alòs i Huelin        | 1981-1993                        |
| X                                | Ignasi Josep d'Alòs i Martín        | 1993-                            |